# Pieter Jansz Saenredam

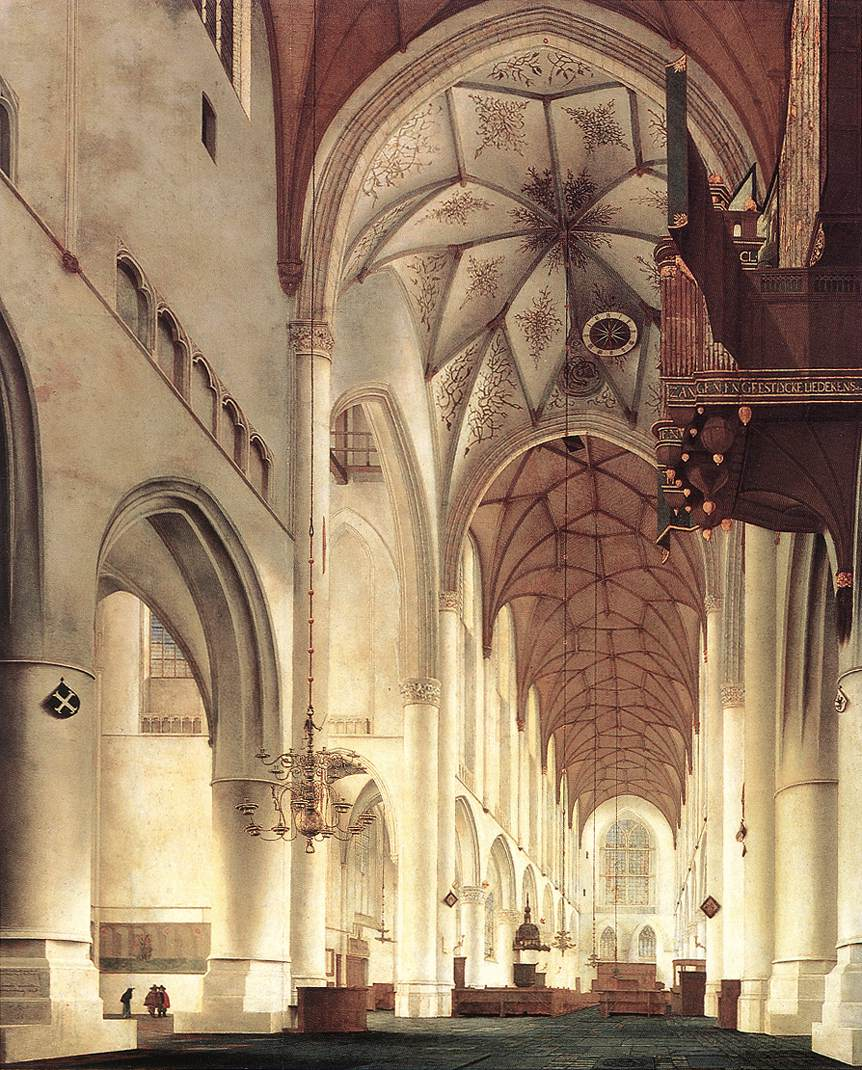
Pieter Saenredam, Interno della chiesa di San Bavone ad Haarlem, 1638, Parigi, Louvre

Pieter Jansz Saenredam (Assendelft, 9 giugno 1597 – Haarlem, 31 maggio 1665) è stato un pittore olandese, noto soprattutto per la pittura di nitide e spoglie architetture, in particolare interni di chiese.

## Biografia
Figlio e allievo dell'incisore Jan Saenredam, frequentò verso il 1608 la bottega di Frans de Grebber ad Haarlem. Nel 1623 risulta iscritto alla Gilda di San Luca di Assendelft ed è del 1626 il suo primo dipinto, Cristo che scaccia i mercanti dal Tempio, ora in una collezione privata di Londra.
Saenredam conosceva architetti, come Jacob van Campen, il massimo architetto classico olandese, e ciò può spiegare il rigore e persino l'austerità delle sue vedute di edifici religiosi. I suoi 56 quadri noti, di un'esattezza tutta matematica, sono spesso preceduti da schizzi e disegni molto precisi: ne sono attualmente noti circa 140. Viaggiò attraverso i Paesi Bassi cogliendo dal vero il carattere tipico di ogni monumento che descriveva. Nel 1632 fu a Bois-le-Duc, dove disegnò l'Interno della Cattedrale di San Giovanni, di cui esistono due copie, una al British Museum di Londra e l'altra al Museo reale delle belle arti del Belgio di Bruxelles.
Tornò ad Assendelft, poi soggiornò ad Alkmaar, nel 1634, e successivamente ad Haarlem tra il 1635 ed il 1636, dove dipinse la Chiesa di San Bavone, di cui esistono tre copie: la prima si trova ad Amsterdam al Rijksmuseum, un'altra a Parigi all'Istituto Olandese e la terza a Varsavia al Museo nazionale.
Durante il soggiorno ad Utrecht nel 1636 raffigurò la Cattedrale di San Martino (di cui una copia è conservata negli Archivi municipali di Utrecht, ed un'altra alla Biblioteca nazionale di Francia di Parigi), la Chiesa di San Giacomo (copie al Museo Boijmans Van Beuningen di Rotterdam e negli Archivi municipali di Utrecht), la Chiesa di San Giovanni (conservata nel Museo di Amburgo) e la Chiesa di Santa Maria (copie nel Museo Teylers di Haarlem, negli Archivi municipali di Utrecht e nell'Istituto Olandese di Parigi). Uno dei suoi periodi più fecondi corrisponde a un soggiorno ad Amsterdam nel 1641, dove dipinse edifici monumentali cari alla memoria storica nazionale, scelta questa che lo differenzia rispetto alla pratica dei cosiddetti romanisti; di questa fase si citano i disegni rappresentanti il Vecchio municipio di Amsterdam, conservati al Museo Teylers di Haarlem e al Museo Municipale di Amsterdan, collezione Fodor. Questi disegni preparano l'ampia veduta luminosa dello stesso edificio, iniziata nel 1641 e terminata nel 1657, ora al Rijksmuseum di Amsterdam.
Dipinse nel 1641 il rigoroso e asciutto Interno di Santa Maria di Utrecht e nel 1642 la Chiesa di San Giacomo a Utrecht (ora alla Alte Pinakothek di Monaco di Baviera). L'anno seguente eseguì una Veduta del Pantheon ora a New York in una collezione privata, in base ai disegni degli album di Maerten van Heemskerck, oggi conservati a Berlino. Nel 1644 si trovava a Rhenen, di cui disegnò la Navata e il Campanile della chiesa di Santa Cunera, conservato al Rijksmuseum di Amsterdam. Nel 1649 dipinse uno dei suoi più celebri quadri, l'Interno di Sant'Odulfo ad Assendelft, ora nella stessa città, di grande rigore vedutistico e di affascinante sensibilità coloristica negli ocra, bianchi e grigi.
Realizzò poi una serie di vedute di Haarlem: la Nieuwe Kerke, del 1650-1652, costruita poco prima dal suo amico Jacob van Campen: i disegni preparatori si trovano negli Archivi municipali di Haarlem e nel Museo Boijmans Van Beuningen di Rotterdam, mentre il dipinto si trova nel Museo Frans Hals di Haarlem.
Tornò nel 1661 ad Alkmaar, dove dipinse la Chiesa di San Lorenzo, quadro al Museo Boijmans Van Beuningen di Rotterdam, mentre i disegni sono all'Albertina di Vienna e a Parigi nell'Istituto Olandese. Nel 1663 era a Utrecht, dove dipinse la Piazza Santa Maria ora a Rotterdam nel Museo Boijmans Van Beuningen, il cui disegno preparatorio si conserva al Museo Teylers di Haarlem.
Gli interni degli edifici di culto di Saenredam, così sobri e asciutti rispetto alle descrizioni architettoniche del pittore Emanuel de Witte, fanno parte della corrente monocroma propria della pittura dei Paesi Bassi; la sua tavolozza chiara e sfumata gioca essenzialmente sugli accordi dei bianchi e dei beige. Peraltro, la scientifica esattezza delle sue architetture, la limpidezza dell'atmosfera, la precisione e la nettezza del suo idioma formale danno alle sue vedute oggettive un carattere astratto.